# 七森中♪りさいたる
『七森中♪りさいたる』（ななもりちゅう りさいたる）は、テレビアニメ『ゆるゆり』のライブイベント、およびそれを収録したライブBlu-ray Disc、DVD。

## 概要
2011年10月30日に横浜BLITZで開催されたライブイベント。同年8月に開催が発表された。昼の部と夜の部の2回開催。
出演者として七森中☆ごらく部ほか主要担当声優の計9人が出演し、主題歌やキャラクターソングのライブステージの他、コール&レスポンスも行われた。昼の部で、Blu-ray DiscおよびDVDの発売が発表され、夜の部で発売日が発表された。
2012年3月14日にイベントを収めたBlu-ray Disc、DVDが発売された。初回特典版には、本編のほか、映像特典としてリハーサルやバックステージ映像を収録するほか、オーディオコメンタリー、フルカラー・ブックレット、特典CDが付いてくる。2012年4月27日に発売された『ごらく部な地球の歩き方 〜ドイツ編〜』のすぺしゃる版には特典としてこのライブのライブCDが付いている。

## 出演者
- 三上枝織（赤座あかり役）
- 大坪由佳（歳納京子役）
- 津田美波（船見結衣役）
- 大久保瑠美（吉川ちなつ役）
- 藤田咲（杉浦綾乃役）
- 豊崎愛生（池田千歳役）
- 加藤英美里（大室櫻子役）
- 三森すずこ（古谷向日葵役）
- 竹達彩奈（ミラクるん役）

## セットリスト
セットリストは昼の部と夜の部で共通である。
1. ゆりゆららららゆるゆり大事件
歌 - 七森中☆ごらく部（三上枝織、大坪由佳、津田美波、大久保瑠美）
2. ゆるゆりI♥U
歌 - 七森中☆ごらく部（三上枝織、大坪由佳、津田美波、大久保瑠美）
3. きらいじゃないもん
歌 - 大室櫻子（加藤英美里）
4. Day by day
歌 - 古谷向日葵（三森すずこ）
5. まるごと!
歌 - 吉川ちなつ（大久保瑠美）
6. 魔女っ娘ミラクるん♪
歌 - ミラクるん（竹達彩奈）
7. 恋の罰金バッキンガム！
歌 - 杉浦綾乃（藤田咲）
8. あなたのシアワセ うちのシアワセ
歌 - 池田千歳（豊崎愛生）
9. ごゆるりワールド
歌 - 船見結衣（津田美波）
10. ミラクるゆるくる1・2・3
歌 - 歳納京子（大坪由佳）
11. ミラクる〜ん♪
歌 - ミラクるん（竹達彩奈）
12. 私、主役の赤座あかりです
歌 - 赤座あかり（三上枝織）
13. Precious Friends
歌 - 七森中☆ごらく部（三上枝織、大坪由佳、津田美波、大久保瑠美）
14. マイペースでいきましょう
歌 - 七森中☆ごらく部（三上枝織、大坪由佳、津田美波、大久保瑠美）
15. ゆりゆららららゆるゆり大事件（アンコール）
歌 - 七森中☆ごらく部（三上枝織、大坪由佳、津田美波、大久保瑠美）＋七森中☆生徒会（藤田咲、豊崎愛生、加藤英美里、三森すずこ）